# Rhacophorus feae
Rhacophorus feae är en groddjursart som beskrevs av George Albert Boulenger 1893. Rhacophorus feae ingår i släktet Rhacophorus och familjen trädgrodor. IUCN kategoriserar arten globalt som livskraftig. Inga underarter finns listade i Catalogue of Life.